# Miracolo eucaristico

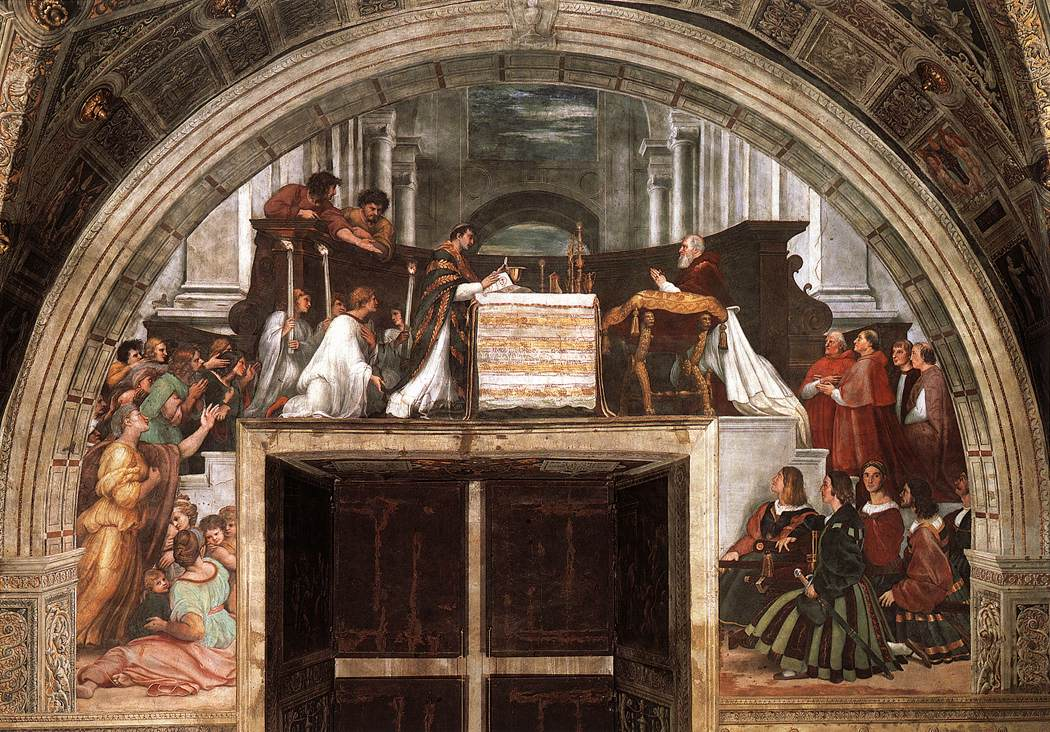
Miracolo di Bolsena di Raffaello.

Un miracolo eucaristico è un miracolo che coinvolge l'eucaristia. I miracoli eucaristici sono contraddistinti da:
- trasformazione dell'ostia consacrata in carne o del vino in sangue, oppure sanguinamento dell'ostia. Nella maggioranza di questi casi il fatto sarebbe avvenuto mentre celebrava messa un sacerdote che dubitava della realtà della transustanziazione;
- prodigi di vario tipo che sarebbero avvenuti in occasione di eventi che avrebbero messo in pericolo le specie consacrate: profanazioni, furti, incendi o altro. Tali prodigi avrebbero procurato la salvezza o il ritrovamento delle specie e/o la cattura o il pentimento del profanatore o del ladro;
- prodigi eucaristici di vario genere che sono legati a santi e beati;
- comunioni ritenute prodigiose;
- alcune guarigioni di Lourdes, che sono avvenute durante la processione pomeridiana con il Santissimo Sacramento;
- mistici che sono vissuti a lungo nutrendosi esclusivamente della comunione quotidiana;
- rivelazioni collegate all'eucaristia.
- rivelazioni private collegate all'eucaristia (locuzioni interiori, visioni ecc.[2]).

La Chiesa cattolica riconosce ufficialmente come realmente accaduti numerosi episodi di questo tipo, la maggior parte dei quali nel Medioevo. 
Per i cattolici, questi miracoli renderebbero visibile il fatto che, nell'eucaristia, il pane e il vino si trasformano nel corpo e nel sangue di Gesù (transustanziazione), sebbene la "carne" e il "sangue" del miracolo non sono considerati "Corpo e Sangue di Cristo" perché vengono meno le specie eucaristiche, ossia gli aspetti sensibili corporei di una sostanza divina da essi differente. Spesso le specie consacrate oggetto del miracolo sono state poi conservate come reliquie, oggetto quindi di venerazione, non però di adorazione al pari dell'eucaristia.

## La diffusione dei miracoli eucaristici
A Paray-le-Monial, in Francia, è conservata una grande carta geografica con l'indicazione di 132 luoghi, sparsi nel mondo, dove si sarebbero verificati, nel corso dei secoli, miracoli eucaristici. Nella stessa località si trova il più antico museo di arte sacra di Francia (Musée Eucharistique du Hiéron), che raccoglie numerosi dipinti sul tema dell'Eucaristia, insieme a una ricca oggettistica dedicata (tabernacoli, calici, ostensori ecc.).

## Miracoli eucaristici nel mondo

### Miracoli eucaristici in Italia

#### Roma
Dal XIII secolo si diffuse la leggenda, iconograficamente documentata, intorno a un miracolo eucaristico a Roma che sarebbe avvenuto nell'anno 595: durante una messa celebrata da papa Gregorio Magno nella basilica di Santa Pudenziana, le specie del pane si sarebbero mutate in carne e in sangue. Una presunta reliquia di questo miracolo eucaristico è custodita nel monastero benedettino di Andechs, in Germania.

#### Lanciano

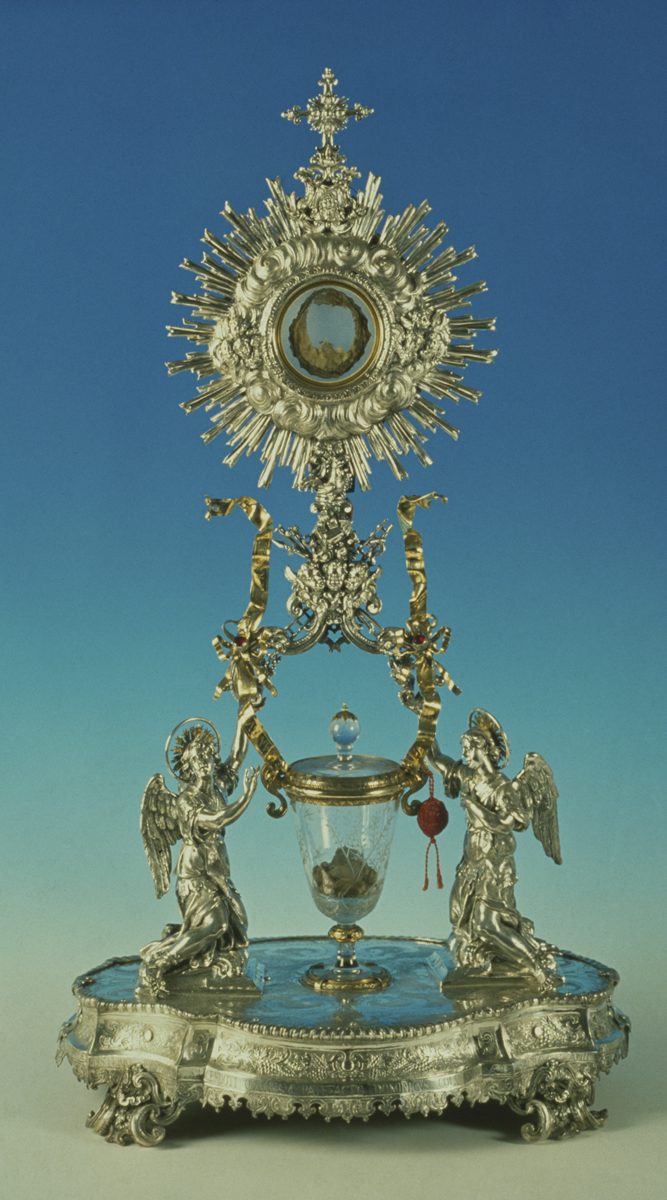
Le reliquie del miracolo eucaristico di Lanciano

Secondo una tradizione documentata per la prima volta nell'anno 1631, il miracolo eucaristico di Lanciano sarebbe avvenuto intorno all'anno 700 nell'omonima città: le specie eucaristiche si sarebbero mutate in carne e sangue durante una messa, celebrata nella chiesa di San Legonziano da un monaco basiliano che dubitava della presenza di Gesù nell'eucaristia.
Le reliquie del miracolo, oggi conservate nella basilica di San Francesco, sono state sottoposte a indagine scientifica nell'inverno 1970-71 e nel 1981: gli esami hanno determinato che l'ostia è costituita da vera carne umana, precisamente da tessuto miocardico, e il sangue è vero sangue umano di gruppo AB.

#### Trani

Antica rappresentazione del miracolo eucaristico di Trani.

Il miracolo eucaristico di Trani sarebbe avvenuto intorno nel 1459, sebbene la tradizione lo collochi intorno all'anno 1000.: una donna, dopo aver occultato durante la messa un'ostia consacrata, la mise in una padella piena di olio bollente e subito la particola si trasformò in carne, sanguinando abbondantemente.

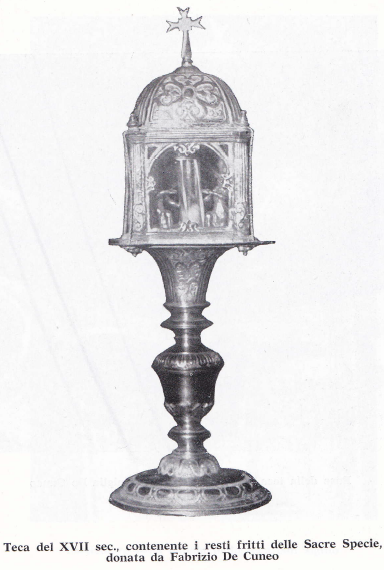
Le reliquie del miracolo eucaristico di Trani

La reliquia è custodita in una teca d'argento, nella chiesa di Sant'Andrea a Trani.

#### Ferrara
Il miracolo eucaristico di Ferrara sarebbe avvenuto nel 1171 nella chiesa di Santa Maria Anteriore di Ferrara: mentre un sacerdote celebrava la messa, l'ostia consacrata, diventata carne, avrebbe sanguinato.

#### Rimini

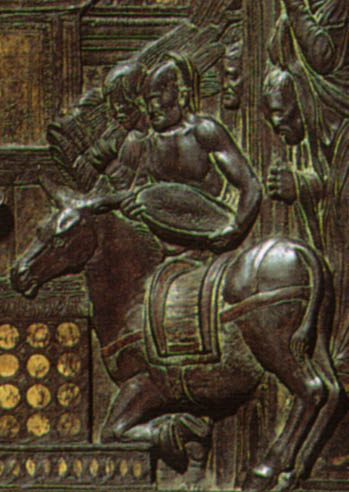
Miracolo dell'asina, dettaglio del rilievo di Donatello.

Il miracolo eucaristico di Rimini, detto anche "della mula" o "dell'asina", sarebbe avvenuto nell'omonima città nel 1223, ed è attribuito all'intercessione di Sant'Antonio di Padova. Secondo le più antiche biografie del santo, episodi analoghi sarebbero avvenuti anche a Tolosa e a Bourges.

#### Alatri
Il miracolo eucaristico di Alatri risale al 1227: una donna avrebbe rubato un'ostia consacrata, su incarico di una fattucchiera che intendeva servirsene per compiere un maleficio, ma al momento di toglierla dal nascondiglio in cui l'aveva occultata, avrebbe constatato che essa si era tramutata in carne e, pentitasi, l'avrebbe riconsegnata. La reliquia di questo miracolo è custodita ad Alatri nella Cattedrale di San Paolo.

#### Firenze
Il miracolo eucaristico di Firenze sarebbe avvenuto nel 1230 in città nella chiesa di Sant'Ambrogio: un anziano sacerdote, che durante la messa aveva lasciato inavvertitamente nel calice un po' di vino consacrato, vi avrebbe ritrovato il giorno dopo "del sangue vivo raggrumato e incarnato". Nella stessa chiesa, nel 1595, si sarebbe verificato un secondo miracolo eucaristico.

#### Bolsena

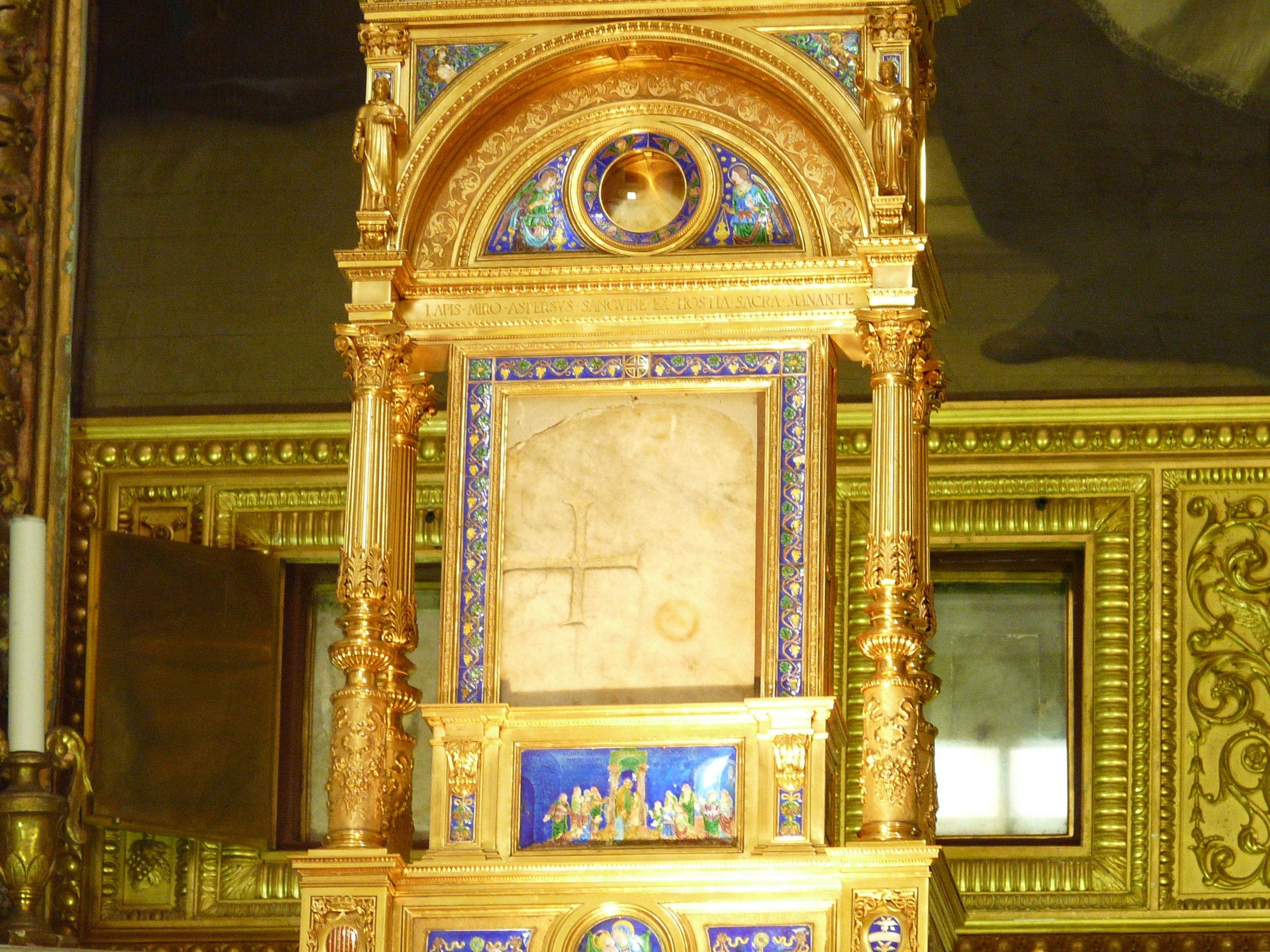
Chiesa di Santa Cristina a Bolsena: la teca contenente la tavola di marmo macchiata dal sangue del "miracolo eucaristico".

Il miracolo eucaristico di Bolsena risale al 1263: esso sarebbe avvenuto, come quello di Lanciano, mentre celebrava messa un sacerdote che dubitava della transustanziazione. In questo caso, dall'ostia divenuta carne sarebbe stillato abbondante sangue che avrebbe macchiato il corporale di lino usato per la celebrazione. A seguito di questo evento, l'anno successivo papa Urbano IV istituì la festa del Corpus Domini. Quattro lastre di marmo macchiate di sangue sono conservate nella Chiesa di Santa Cristina a Bolsena, una quinta lastra di marmo è stata regalata nel '500 alla cittadina di Porchiano del Monte (Terni), mentre il corporale, anch'esso insanguinato, è conservato nel Duomo di Orvieto.

#### Offida e Lanciano
Il miracolo eucaristico di Offida sarebbe avvenuto in realtà nel 1273 nella città di Lanciano (località oggi nota per il più antico miracolo eucaristico, che si sarebbe verificato nella prima metà dell'VIII secolo): una donna, su invito di una fattucchiera cui si era rivolta, gettò un'ostia consacrata nel fuoco, ma la particola si sarebbe trasformata in carne, da cui sarebbe sgorgato abbondante sangue. La reliquia fu raccolta dai Padri Agostiniani di Lanciano e trasferita nel santuario di Offida. Alcuni frammenti della reliquia sono stati riconsegnati nel 2003 alla città d'origine, Lanciano.

#### Gruaro
Il miracolo eucaristico di Valvasone e Gruaro sarebbe avvenuto in realtà nel 1294 nella cittadina oggi veneta di Gruaro, a pochi chilometri dal comune friulano di Valvasone: su di una tovaglia, proveniente dalla chiesa di San Giusto, sarebbero apparse macchie di sangue, prodotte da un'ostia consacrata rimasta tra le pieghe del tessuto.

#### Cascia

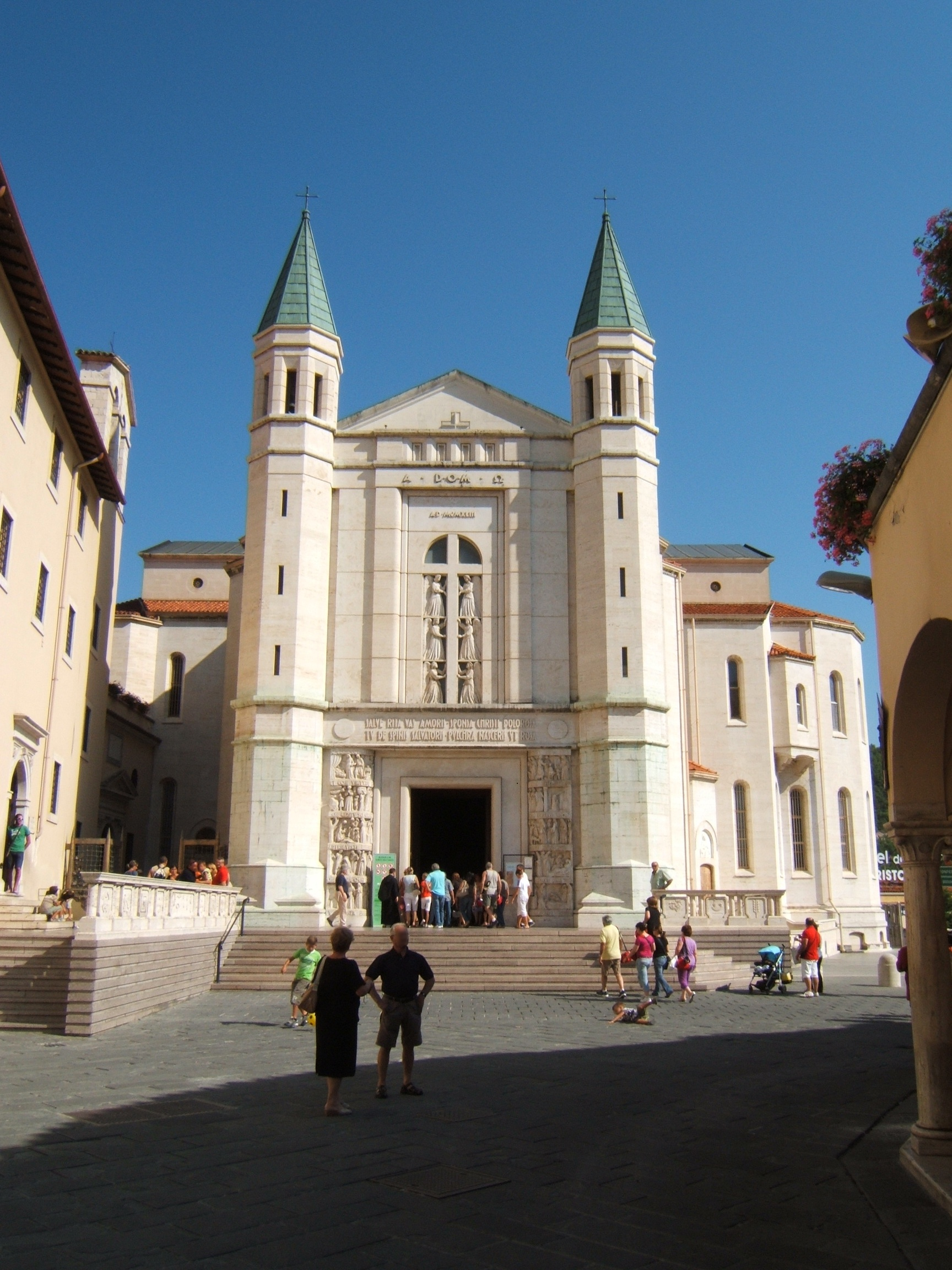
Basilica di Santa Rita a Cascia, dove è conservata la reliquia del miracolo eucaristico del 1330.

Il miracolo eucaristico di Cascia sarebbe avvenuto in realtà a Siena nel 1330: un'ostia consacrata, conservata impropriamente da un sacerdote tra le pagine del breviario, si sarebbe tramutata in sangue lasciando l'impronta sulle pagine.

#### Macerata
Il miracolo eucaristico di Macerata sarebbe avvenuto nel 1356 nell'omonima città: mentre un sacerdote, che dubitava della reale presenza di Gesù nell'ostia consacrata, celebrava la messa, durante la consacrazione sarebbe sgorgato del sangue dalla particola, bagnando il calice e il lino usato per detergere il calice stesso.

#### Bagno di Romagna
Il miracolo eucaristico di Bagno di Romagna sarebbe avvenuto nel 1412 nell'omonima cittadina: un monaco camaldolese, durante la messa, all'atto della consacrazione avrebbe visto il vino del calice andare in ebollizione e, fuoriuscendo, macchiare il corporale.

#### Torino

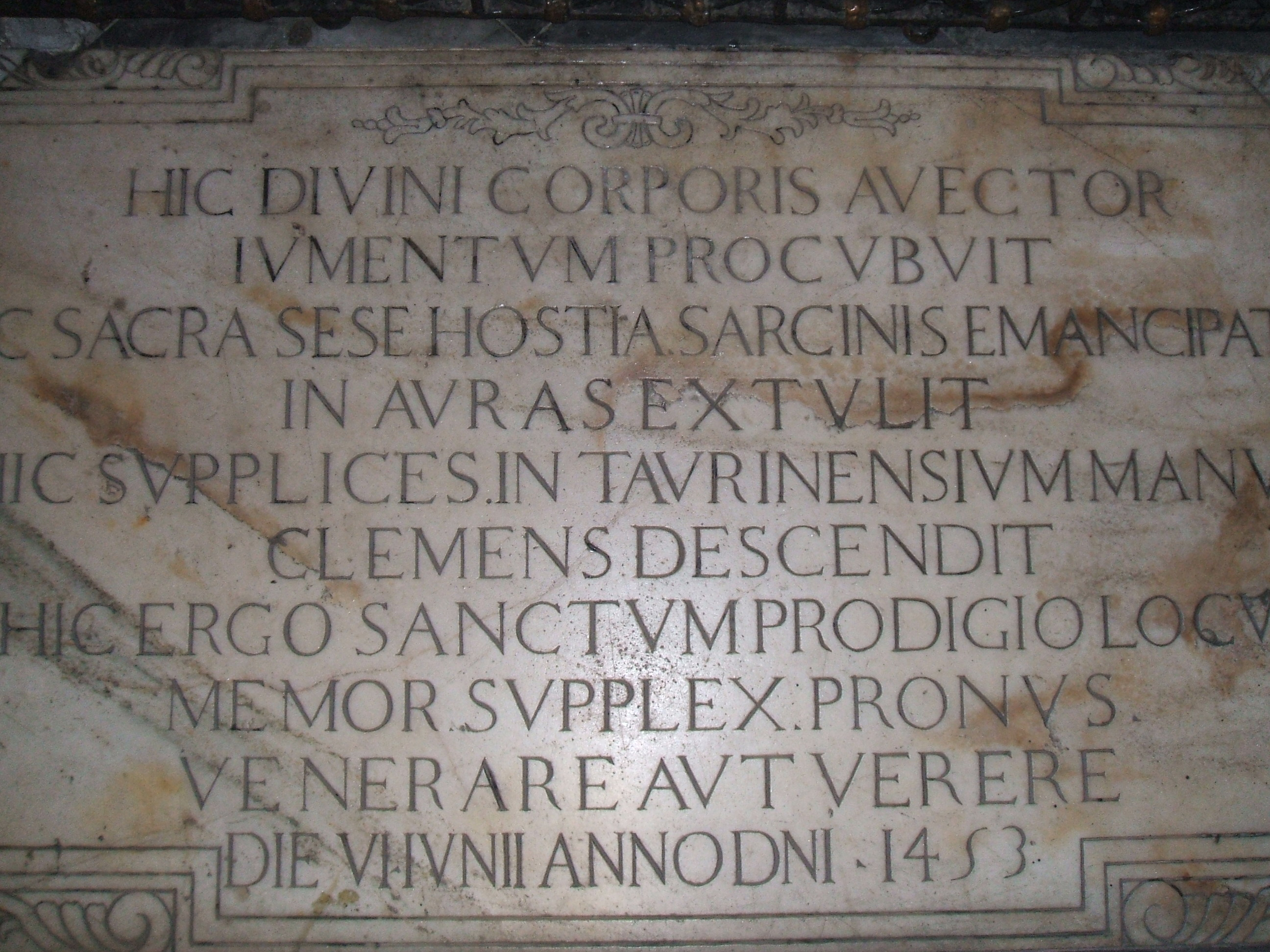
Iscrizione commemorativa nella Basilica del Corpus Domini, a Torino.

Il miracolo eucaristico di Torino sarebbe avvenuto nell'omonima città il 6 giugno 1453.
Dalla chiesa di Exilles era stato trafugata, insieme ad altri oggetti sacri, l'ostia consacrata, che fu recuperata, secondo la tradizione, in modo prodigioso a Torino, dove era stato portato il materiale sacro rubato. Sul luogo del miracolo è stata eretta la basilica del Corpus Domini.

#### Asti
Il miracolo eucaristico di Asti sarebbe avvenuto nel 1535 nell'omonima città: mentre un sacerdote celebrava la messa, allo spezzare dell'ostia sarebbero stillate gocce di sangue nel calice e sulla patena.

#### Morrovalle
Il miracolo eucaristico di Morrovalle sarebbe avvenuto nel 1560 nell'omonima cittadina: dopo un incendio, che aveva devastato la chiesa del convento di San Francesco, sarebbe stata rinvenuta intatta la particola del Santissimo Sacramento, nonostante si fosse fuso il vaso d'argento che la conteneva.

#### Veroli
Il miracolo eucaristico di Veroli sarebbe avvenuto nel 1570 nell'omonima cittadina: nella locale basilica di Sant'Erasmo, durante l'esposizione del Santissimo Sacramento, si sarebbero verificate delle apparizioni soprannaturali.

#### Mogoro
Il miracolo eucaristico di Mogoro sarebbe avvenuto nell'omonima cittadina nell'anno 1604: due ostie consacrate, lasciate cadere sul pavimento da due peccatori durante la celebrazione eucaristica, avrebbero lasciato un'impronta indelebile.

#### Cava de' Tirreni
Il miracolo eucaristico di Cava de' Tirreni sarebbe avvenuto nel 1656 nell'omonima città: secondo la tradizione, una processione con il Santissimo Sacramento pose fine all'epidemia di peste, salvando la città.

#### Siena

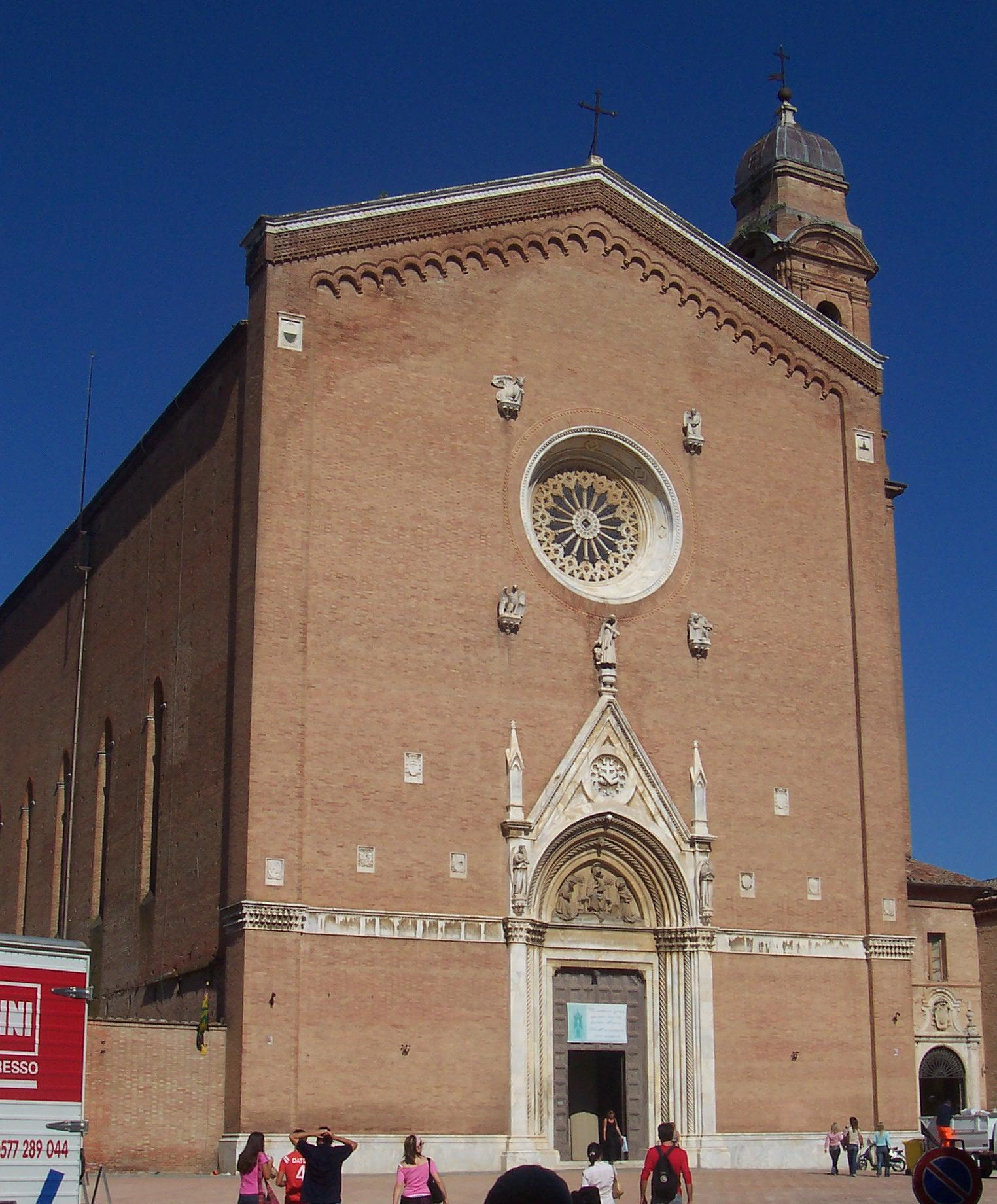
Basilica di San Francesco a Siena, dove sono conservate le ostie del miracolo eucaristico del 1730.

Il miracolo eucaristico di Siena sarebbe avvenuto a partire dal 1730: 351 ostie consacrate, rubate da ignoti ladri sacrileghi, furono successivamente ritrovate integre, e si conservano intatte dopo quasi tre secoli.
Il numero delle ostie è di 223, essendo le altre andate perse in tutte le ricognizioni, controlli ed esami effettuati.

#### Patierno
Il miracolo eucaristico di Patierno sarebbe avvenuto nel 1772 nel quartiere di Napoli di San Pietro a Patierno: le ostie consacrate furono rubate dall'altare maggiore della chiesa di San Pietro apostolo; sarebbero state ritrovate successivamente in modo miracoloso.

#### San Mauro La Bruca
Il miracolo eucaristico di San Mauro La Bruca sarebbe avvenuto nell'omonima cittadina in provincia di Salerno il 25 luglio dell'anno 1969. 
Sessantatré ostie consacrate, rubate da ignoti ladri sacrileghi, furono successivamente ritrovate integre, si conservano intatte dopo più di quarant'anni.

### Miracoli eucaristici in Argentina

#### Buenos Aires

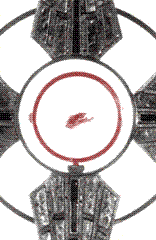
La reliquia del miracolo eucaristico del 1992 a Buenos Aires

I miracoli eucaristici di Buenos Aires sarebbero avvenuti nell'omonima località argentina negli anni 1992, 1994 e 1996: parti di ostie consacrate si sarebbero trasformate in sangue e tessuto miocardico di tipo umano.

### Miracoli eucaristici in Austria

#### Sankt Georgenberg-Fiecht
Il miracolo eucaristico di Sankt Georgenberg-Fiecht sarebbe avvenuto nell'omonima cittadina austriaca nell'anno 1310: mentre un sacerdote celebrava la messa, il vino consacrato contenuto nel calice si sarebbe trasformato in sangue.

#### Seefeld
Il miracolo eucaristico di Seefeld sarebbe avvenuto nell'omonima cittadina austriaca nell'anno 1384: mentre un sacerdote celebrava la messa, l'ostia consacrata avrebbe sanguinato.

### Miracoli eucaristici in Belgio

#### Bois-Seigneur-Isaac
Il miracolo eucaristico di Bois-Seigneur-Isaac sarebbe avvenuto nell'omonima cittadina belga nell'anno 1405: durante la celebrazione eucaristica l'ostia consacrata avrebbe sanguinato, macchiando il corporale.

### Miracoli eucaristici in Colombia

#### Tumaco
Il miracolo eucaristico di Tumaco sarebbe avvenuto nel 1906 nell'omonima località: secondo la tradizione, uno tsunami si sarebbe arrestato davanti a un ostensorio portato in processione da un religioso.

### Miracoli eucaristici in Croazia

#### Ludbreg
Il miracolo eucaristico di Ludbreg sarebbe avvenuto nell'omonima cittadina croata nell'anno 1411: mentre un sacerdote celebrava la messa, dubitò della reale presenza di Cristo nel pane e nel vino consacrati, e le specie del vino contenuto nel calice si sarebbero trasformate in sangue.

### Miracoli eucaristici in Francia

#### Parigi
Il miracolo eucaristico di Parigi sarebbe avvenuto nell'anno 1290: un non credente tentò di profanare un'ostia consacrata, che sarebbe invece rimasta miracolosamente intatta.

#### Blanot
Il miracolo eucaristico di Blanot sarebbe avvenuto nell'omonima cittadina francese nell'anno 1331: mentre un sacerdote distribuiva la comunione, un frammento dell'ostia consacrata si sarebbe trasformato in una goccia di sangue.

#### Faverney
Il miracolo eucaristico di Faverney sarebbe avvenuto nell'omonima cittadina francese nell'anno 1608: alla vigilia di Pentecoste un incendio distrusse l'altare, ma non l'ostensorio con il Santissimo Sacramento, che restarono intatti, in quanto sarebbero rimasti sospesi in aria, secondo le testimonianze, per 33 ore.

#### Pressac
Il miracolo eucaristico di Pressac sarebbe avvenuto nei pressi dell'omonima cittadina della Francia centro-occidentale il Giovedì santo del 1643: nella chiesa parrocchiale si sviluppò un incendio, che fuse quasi completamente il calice contenente un'ostia consacrata, ma la particola rimase intatta.

### Miracoli eucaristici in Germania

#### Walldürn

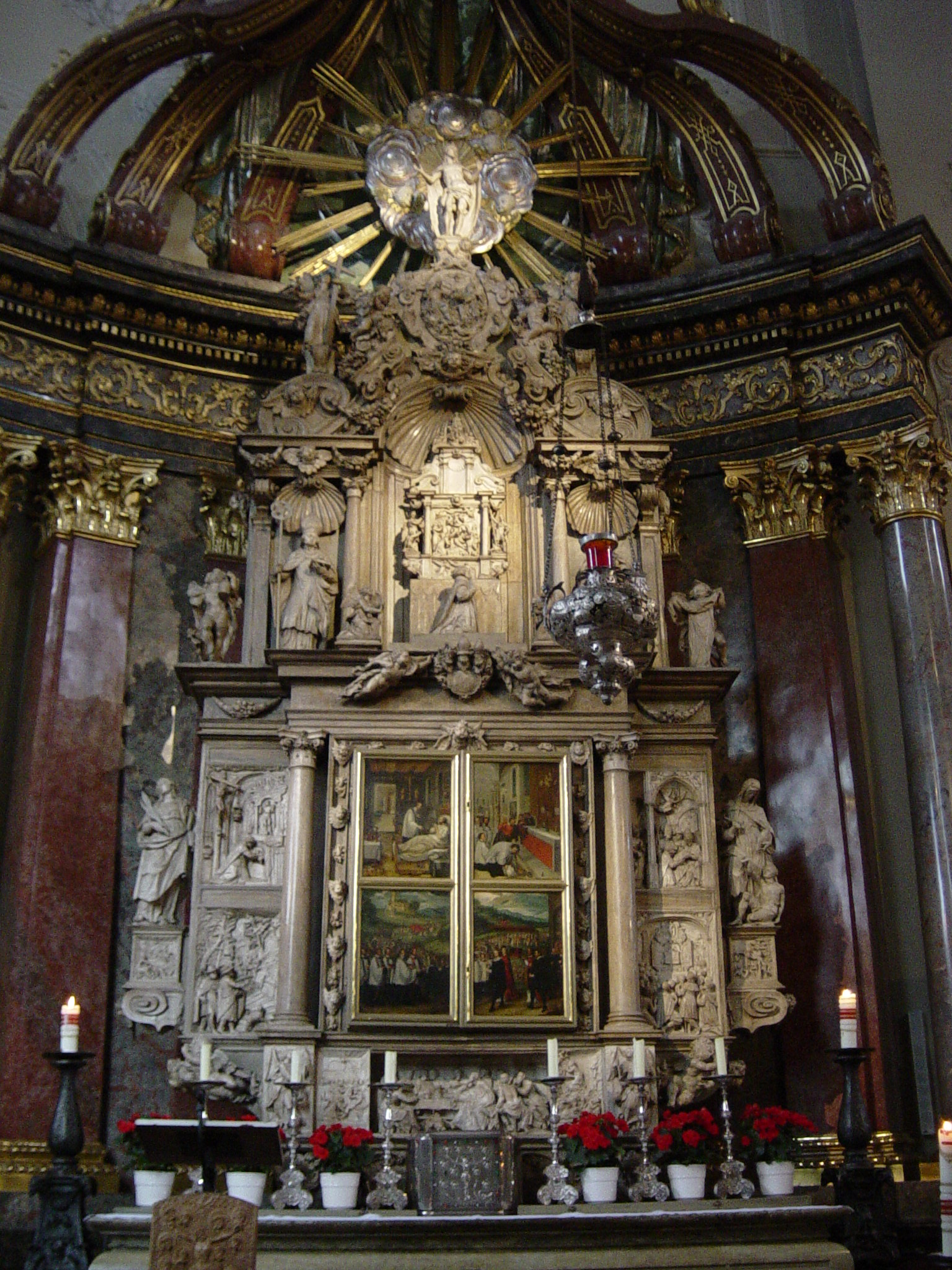
L'altare dove è conservata la reliquia del miracolo eucaristico di Walldürn.

Il miracolo eucaristico di Walldürn sarebbe avvenuto nell'omonima cittadina tedesca nell'anno 1330: durante la messa un sacerdote rovesciò involontariamente il calice con il vino consacrato, che avrebbe formato sul corporale un'immagine di Gesù crocifisso.

### Miracoli eucaristici in India

#### Chirattakonam
Il miracolo eucaristico di Chirattakonam sarebbe avvenuto nell'omonima località indiana il 5 maggio 2001: nella chiesa parrocchiale, durante l'adorazione eucaristica, sull'ostia consacrata contenuta nell'ostensorio sarebbe apparsa l'immagine nitida di un volto umano.

#### Vilakkannur
Il Miracolo eucaristico di Vilakkannur sarebbe avvenuto nell'omonima località indiana il 13 novembre 2013: nella chiesa di Cristo Re, durante la messa del mattino, sarebbe apparso sull'ostia il volto di Gesù. Il 31 maggio 2025 la Chiesa cattolica ha riconosciuto ufficialmente quanto accaduto come miracolo eucaristico.

### Miracoli eucaristici in Messico

#### Tixtla
Il miracolo eucaristico di Tixtla sarebbe avvenuto nell'omonima località messicana il 22 ottobre 2006: durante la messa, mentre una suora distribuiva la comunione, un'ostia consacrata contenuta nella pisside sarebbe apparsa macchiata di sangue.

### Miracoli eucaristici nei Paesi Bassi

#### Alkmaar
Il miracolo eucaristico di Alkmaar sarebbe avvenuto nell'omonima cittadina olandese nell'anno 1429: un sacerdote rovesciò inavvertitamente sull'altare del vino consacrato, e questo si sarebbe trasformato in sangue.

#### Amsterdam
Il miracolo eucaristico di Amsterdam sarebbe avvenuto nell'omonima città olandese nell'anno 1345, con la preservazione dalle fiamme di un'ostia consacrata.

### Miracoli eucaristici in Polonia

#### Cracovia
Il miracolo eucaristico di Cracovia sarebbe avvenuto nei pressi dell'omonima cittadina polacca nell'anno 1345: alcune ostie consacrate, rubate da ignoti malfattori, furono ritrovate in modo ritenuto miracoloso.

#### Poznań
Il miracolo eucaristico di Poznań sarebbe avvenuto nell'omonima città polacca nell'anno 1399: tre ostie consacrate, rubate e profanate da vandali, avrebbero stillato sangue e, gettate dai malfattori, furono recuperate in modo ritenuto miracoloso.

#### Legnica
Il miracolo eucaristico di Legnica sarebbe accaduto in una chiesa dell'omonima diocesi, in Polonia, durante la messa di Natale del 2013: un'ostia consacrata, caduta a terra, dopo essere stata recuperata si sarebbe parzialmente trasformata in tessuto miocardico di tipo umano.

#### Sokółka
Il miracolo eucaristico di Sokółka sarebbe accaduto nell'omonima città, in Polonia, nel 2008: un'ostia consacrata, caduta a terra durante la messa, dopo essere stata recuperata si sarebbe trasformata parzialmente in tessuto miocardico di tipo umano.

### Miracoli eucaristici in Portogallo

#### Santarém
Il miracolo eucaristico di Santarém sarebbe avvenuto nell'omonima città portoghese nell'anno 1247: una donna, spinta dalla gelosia per il marito, rubò un'ostia consacrata su consiglio di una fattucchiera per ricavarne un filtro d'amore, ma la particola avrebbe iniziato a sanguinare.

### Miracoli eucaristici in Spagna

#### O Cebreiro
Il miracolo eucaristico di O Cebreiro sarebbe avvenuto nell'omonima cittadina spagnola nell'anno 1300: durante la messa, celebrata da un sacerdote che non credeva nella reale presenza di Gesù nell'ostia consacrata, la particola si sarebbe trasformata in carne e il vino in sangue.

#### Ivorra
Il miracolo eucaristico di Ivorra sarebbe avvenuto nell'omonima località spagnola nell'anno 1010: mentre un sacerdote celebrava la messa dubitò della reale presenza di Cristo nel vino consacrato, e questo si sarebbe trasformato in sangue.

#### Daroca
Il miracolo eucaristico di Daroca sarebbe avvenuto nell'omonima località spagnola nell'anno 1239: alcune ostie consacrate, nascoste nei corporali durante uno scontro armato, furono ritrovate intatte ma inzuppate di sangue.

### Miracoli eucaristici in Svizzera

#### Ettiswil
Il miracolo eucaristico di Ettiswil sarebbe avvenuto nell'omonima cittadina svizzera nell'anno 1447: un'ostia consacrata, trafugata dalla chiesa parrocchiale, fu ritrovata in modo ritenuto miracoloso.

### Miracoli eucaristici in Venezuela

#### Finca Betania
Il miracolo eucaristico di Finca Betania sarebbe accaduto nell'omonima località venezuelana l'8 dicembre 1991: durante una messa, un'ostia consacrata avrebbe cominciato a sanguinare.

### Miracoli eucaristici in altre località
Altri miracoli eucaristici si sarebbero verificati: in Austria, a Seefeld e Weiten-Raxendorf; in Belgio, a Bruges, Bruxelles, Herentals, Herkenrode-Hasselt, Liegi e Middleburg-Lovanio; in Colombia, a Tumaco; in Egitto, a Santa Maria Egiziaca e Scete; in Francia, ad Avignone, Bordeaux, Digione, Douai, La Rochelle, Neuvy Saint Sépulcre, Les Ulmes e Marseille-En-Beauvais; in Germania, ad Augusta, Benningen, Bettbrunn, Erding, Kranenburg Bei Kleve, Ratisbona, Weingarten e Wilsnacka; in India, a Chirattakonam; nell'Isola della Martinica, a Morne-Rouge; nell'Isola della Réunion, a Saint-André de la Réunion; in Italia, ad Assisi, Canosio, Cava de' Tirreni, Dronero, Roma, Rosano, Scala e Volterra; nei Paesi Bassi, ad Amsterdam, Bergen, Boxmeer, Boxtel-Hoogstraten, Breda-Niervaart, Meerssen e Stiphout; in Perù, a Eten; in Polonia, a Głotowo; in Spagna, ad Alboraya-Almácera, Alcalá, Alcoy, Caravaca de la Cruz, Cimballa, Daroca, Gerona, Gorkum-El Escorial, Guadalupe, Moncada, Montserrat, Onil, Ponferrada, San Juan de las Abadeses, Silla, Valencia e Saragozza.

### Miracoli eucaristici legati a santi e beati
- Secondo alcuni biografi, durante la celebrazione di una Messa, al momento di distribuire la comunione, don Bosco si accorse che nella pisside erano rimaste solo otto ostie, mentre i ragazzi in attesa di comunicarsi erano 360. Serviva messa don Giuseppe Buzzetti, seguace di don Bosco: sarebbe però stato comunque in grado di comunicare tutti i ragazzi, moltiplicando le ostie, sentendosi poi male per l'emozione.[27]

Domenico Beccafumi, Sant'Antonio e il miracolo della mula, 1537, Museo del Louvre

- Secondo quanto tramandato dalla tradizione, mentre Sant'Antonio di Padova si trovava nel 1223 a Rimini per predicare la reale presenza di Gesù nell'Eucaristia, un eretico di nome Bonisollo gli disse che, se avesse provato con un miracolo la vera presenza di Cristo nell'ostia consacrata, avrebbe aderito all'insegnamento della Chiesa cattolica: Bonisollo tenne allora per tre giorni nella stalla la sua mula senza darle da mangiare, poi la portò in piazza mettendole davanti della biada, mentre contemporaneamente sant'Antonio, con in mano l'ostia consacrata, portatosi davanti alla mula, disse: "In virtù e in nome del Creatore, che io, per quanto ne sia indegno, tengo veramente tra le mani, ti dico, o animale, e ti ordino di avvicinarti prontamente con umiltà e di prestargli la dovuta venerazione". Come il santo ebbe finito di parlare, la mula, lasciando da parte il fieno, si sarebbe inginocchiata e l'eretico si convertì.[28]

Altri fenomeni legati all'Eucaristia, alcuni dei quali ritenuti miracolosi dalla Chiesa, sono attribuiti a diversi santi e beati, tra i quali: san Francesco d'Assisi, santa Caterina da Siena, san Tommaso d'Aquino, san Bernardo di Chiaravalle, santa Margherita Maria Alacoque, sant'Ignazio di Loyola, sant'Antonio Maria Zaccaria, santa Teresa d'Avila, san Gaspare del Bufalo, santa Lucia Filippini, santa Maria Francesca delle Cinque Piaghe, santa Giuliana Falconieri, san Bonaventura da Bagnoregio, san Secondo di Asti, san Girolamo, san Tarcisio, san Satiro, santa Germana Cousin, san Stanislao Kostka, beata Anna Katharina Emmerick, beata Angela da Foligno, beata Imelda Lambertini, beato Giacomo da Montieri, beato Niccolò Stenone e altri.

### Comunioni prodigiose

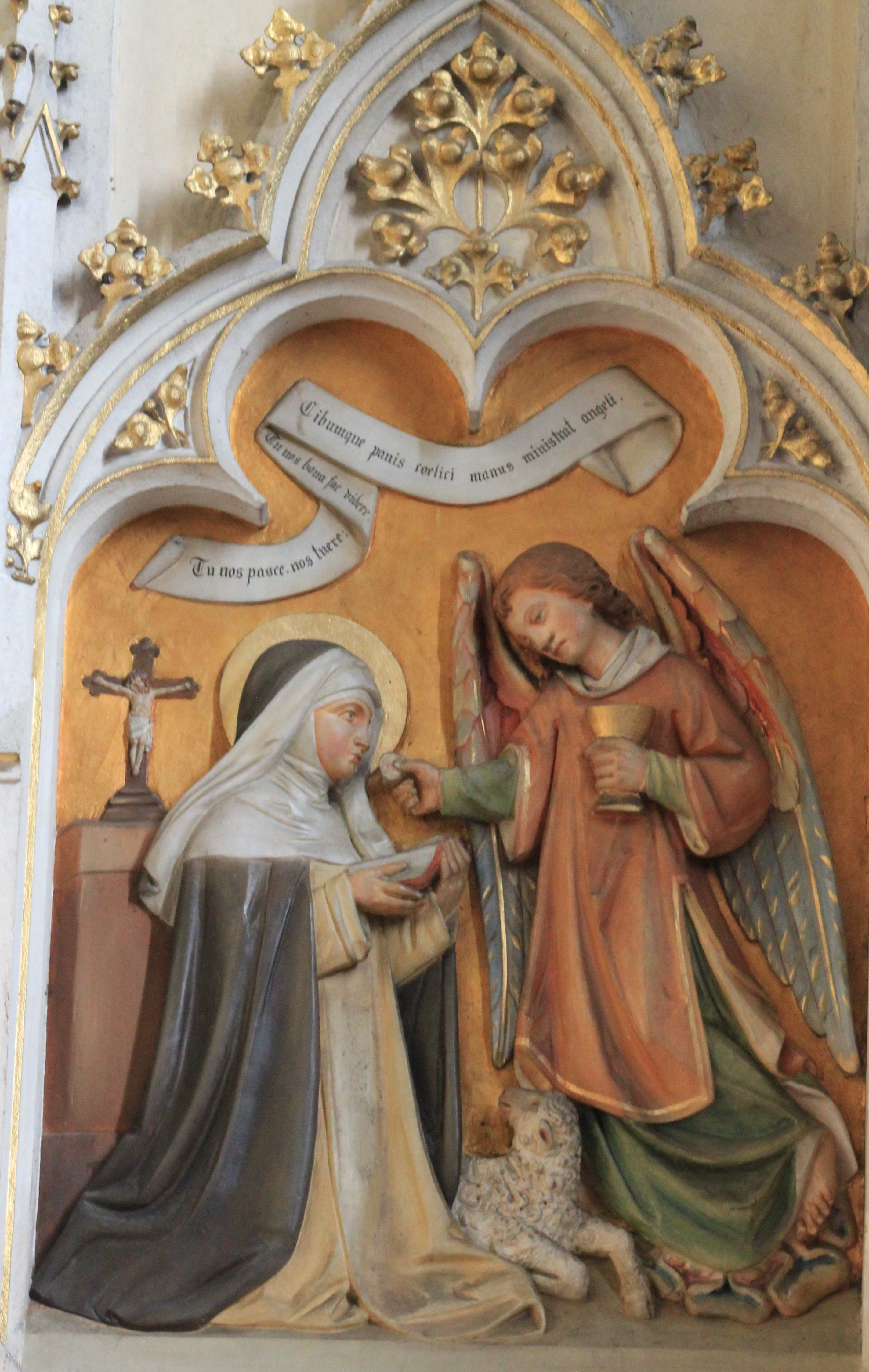
S. Agnese di Montepulciano riceve l'Eucaristia dalle mani di un angelo.

- I tre pastorelli di Fátima – Giacinta Marto, Francesco Marto e Lúcia dos Santos, i primi due proclamati santi nel 2017 da papa Francesco, la terza attualmente serva di Dio – prima delle apparizioni mariane del 1917 avrebbero assistito nel 1916 all'apparizione di un angelo, che si sarebbe presentato come "L'angelo della pace". Lucia scrisse che, insieme ai cugini Francesco e Giacinta, avrebbe visto "un Angelo con un calice nella mano sinistra, sul quale stava sospesa un'Ostia da cui cadevano alcune gocce di sangue dentro il calice". L'angelo, dopo aver insegnato ai bambini una breve preghiera, avrebbe dato l'ostia a Lucia e diviso poi il sangue del calice tra Francesco e Giacinta, invitando i tre a fare sacrifici in riparazione degli oltraggi al sacramento dell'Eucaristia. Francesco e Giacinta non avevano ancora ricevuto la Prima comunione, in quanto avevano rispettivamente 8 e 6 anni.[30][31]

- La grande devozione eucaristica di S. Faustina Kowalska (1905-1938) la portò ad aggiungere al suo nome l'appellativo "del Santissimo Sacramento". Secondo il suo diario, nell'Aprile 1938 le comunicarono che per un certo tempo non avrebbe potuto ricevere l'Eucaristia, a causa della stanchezza dovuta a una grave malattia; durante quel tempo, ossia per tredici giorni, le apparve accanto al letto, al mattino, un Serafino che le avrebbe porto la Comunione con le parole: "Ecco il Signore degli Angeli". S. Faustina descrive il Serafino come "circondato da un grande splendore", con una veste dorata, una cotta e una stola trasparenti. Descrive inoltre il calice come di cristallo e coperto da un velo trasparente. Il diario riporta che in una di queste occasioni la santa chiese all'angelo se poteva confessarla, ottenendo come risposta che "nessuno spirito celeste" poteva far questo.[32]
- San Gerardo Maiella (1726-1755), religioso redentorista, racconta che da piccolo fuggiva spesso nella cappella della Vergine a Capodigiano quando non vi era cibo in casa, e che il bambino Gesù gli donava del pane bianco.[33] Compiuti otto anni, apprese che l'Eucaristia che i fedeli ricevevano in chiesa era Gesù e cercò di ottenerla, ma la Comunione gli fu negata a causa della giovane età. La notte stessa, secondo il suo racconto, apparve l'arcangelo Michele per porgergli l'Eucaristia.[33][34]
- Nella biografia di santa Agnese Segni di Montepulciano (1268-1317), si riporta che una domenica mattina si era immersa in preghiera, rendendosi conto solo dopo molte ore di non aver assistito alla Santa Messa: avrebbe allora visto un angelo avvicinarsi portandole l'Eucaristia. Il fatto si sarebbe ripetuto in altre occasioni.[34]
- Negli atti del processo di canonizzazione di santa Chiara da Montefalco (1268-1308), si riporta che in una certa occasione le fu impedito di ricevere la Comunione per esservisi accostata senza il mantello. Il biografo riferisce che, mentre addolorata rientrava nella sua cella, le era apparso Gesù stesso per darle l'Eucaristia.[34]
- Nella biografia della beata Emilia Bicchieri (1255-1314), fondatrice del Terz'Ordine Regolare Domenicano, si racconta che in una certa occasione, occupandosi di una consorella in gravi condizioni di salute, non si era accorta del trascorrere del tempo, arrivando in ritardo alla Messa e perdendo la Comunione. Si narra che, nel supplicare addolorata il Signore, un angelo le apparve portandole l'Eucaristia.[34]

### Lourdes e il Santissimo Sacramento

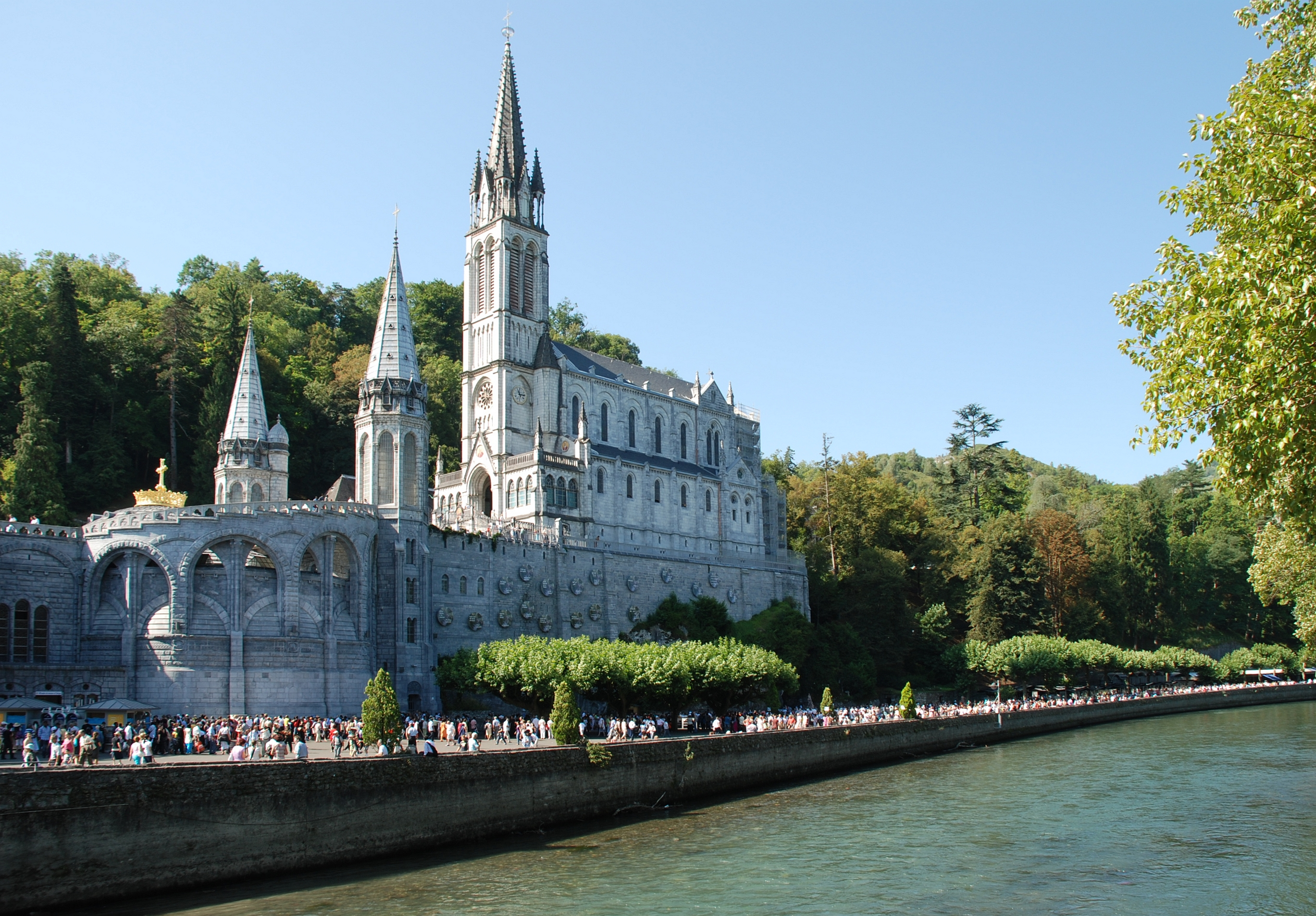
La Basilica di Lourdes.

Alcune delle guarigioni di Lourdes riconosciute ufficialmente dalla Chiesa cattolica come miracolose, sarebbero avvenute durante la processione pomeridiana con il Santissimo Sacramento, e precisamente quelle di: Jeanne Tulasne (1897), Marie Savoye (1901), Virginie Haudebourg (1908), Marie Fabre (1911), Henriette Bressolles (1924), Marie Thérèse Canin (1947), Leo Schwager (1952), Alice Couteault (1952) e Marie-Louise Bigot (1954).

### Eucaristia e mistici
Alcuni fedeli (sia dichiarati santi dalla Chiesa cattolica, come la beata Alexandrina Maria da Costa - sia per i quali è in corso una causa di beatificazione, come le serve di Dio Teresa Neumann e Marta Robin), si afferma siano vissuti per alcuni o molti anni nutrendosi esclusivamente della Comunione quotidiana, senza assumere alcun altro cibo o bevanda.
- La beata Alexandrina Maria da Costa, dal 27 marzo 1942 alla morte, avvenuta il 13 ottobre 1955, avrebbe cessato di alimentarsi, assumendo ogni giorno soltanto l'Eucaristia. Nel 1943, per quaranta giorni, ne furono strettamente controllati dai medici il digiuno praticamente assoluto e l'anuria, nell'ospedale della Foce del Douro presso Porto.[38]
- La mistica tedesca Teresa Neumann, dal 1926 alla morte, avvenuta il 18 settembre 1962, non avrebbe ingerito più né cibo né bevande, limitandosi ad assumere soltanto la Comunione quotidiana con alcune gocce d'acqua. La Chiesa cattolica diede mandato alla diocesi di Ratisbona di istituire una commissione scientifica, presieduta da uno psichiatra e da un medico, per studiare il caso. Questi tennero la mistica sotto osservazione per quindici giorni, e rilasciarono un responso finale, dichiarando tra l'altro: «Nonostante il severo controllo non è stato possibile osservare nemmeno una volta che Teresa Neumann, che non fu sola nemmeno per un secondo, abbia assunto qualche cosa…».[39] La durata del periodo di controllo cui fu sottoposta la mistica venne stabilita dopo che esperti, interpellati dalla curia, avevano affermato che una persona non può sopravvivere, senza cibo né bevande, per un periodo superiore a undici giorni.[40]
- La mistica francese Marta Robin, dal 25 marzo 1928 alla morte, avvenuta il 6 febbraio 1981, avrebbe smesso di assumere cibo e bevande: le venivano soltanto inumidite le labbra, e assumeva ogni giorno soltanto l'ostia consacrata; numerosi testimoni raccontano inoltre che quest'ultima non veniva inghiottita, ma spariva inspiegabilmente tra le sue labbra[41].

### Eucaristia e rivelazioni
Lo scrittore francese André Frossard, nel suo libro Dio esiste, io l'ho incontrato, racconta come è avvenuta la sua conversione.
Nel testo narra che l'8 luglio 1935, mentre ancora ateo si trovava a Parigi, dopo essere entrato occasionalmente in una chiesa a cercare un amico, mentre era fermo davanti al Santissimo Sacramento si era verificato qualcosa che non saprebbe esprimere con parole adeguate: aveva sentito come sussurrate le parole "vita spirituale" e, subito dopo, aveva avvertito una "luminosità quasi insostenibile". Scrive di aver visto un altro mondo, che ritiene essere la "verità": "c'è un ordine, nell'universo, ed alla sommità... l'evidenza di Dio... colui che i cristiani chiamano "Padre nostro", e del quale sento la dolcezza".
Uscito dalla chiesa disse all'amico: "Sono cattolico, apostolico, romano... Dio esiste ed è tutto vero". Dopo questo episodio si convertì alla religione cattolica.

## I miracoli eucaristici e la scienza
Una possibile spiegazione scientifica del presunto sanguinamento dell'ostia è che si tratti in realtà della crescita di uno strato di microrganismi dal colore rosso sangue. Johanna C. Cullen, ricercatrice della Georgetown University, nel 1994 è riuscita a produrre la parvenza di sanguinamento in laboratorio facendo attaccare le ostie da un batterio molto diffuso, la serratia marcescens, identificato per la prima volta nel 1823 da Bartolomeo Bizio e che in periodi di caldo e in luoghi umidi produce sui prodotti da forno (come appunto pane, focacce e quindi anche le ostie) un pigmento rosso e gelatinoso appropriatamente chiamato prodigiosina. La Cullen ha pubblicato la sua ricerca sulla rivista della American Society for Microbiology. Analoghi risultati sono stati ottenuti nel 1998 da Luigi Garlaschelli, ricercatore dell'Università di Pavia, dichiaratamente ateo, e nel 2000 da J.W. Bennett e R. Bentley della Tulane University. Non si spiega tuttavia come la proliferazione del Serratia possa improvvisamente cessare, senza finire per ricoprire tutta la particola.
Relativamente a miracoli eucaristici recenti (Buenos Aires (1996), Tixtla (2006), Sokółka (2008) e Legnica (2013)), è stato possibile effettuare esami medici accurati, dai quali è risultato che il materiale studiato è tessuto muscolare striato miocardico che, esaminato al microscopio, sia ottico che elettronico, non può essere confuso con una popolazione batterica, con particolare riferimento agli enterobatteri a forma di bastoncello, tipici della serratia marcescens.
Per quanto riguarda il miracolo eucaristico che sarebbe avvenuto il 15 agosto 1996 nella parrocchia di Santa Maria, a Buenos Aires, l'ostia consacrata, rinvenuta alla base di un candelabro, fu posta successivamente in un calice d'acqua per essere dissolta (secondo le prescrizioni ecclesiastiche in casi del genere). In pochi giorni si trasformò in una sostanza rossa e gelatinosa, e campioni dell'ostia furono inviati a due diversi laboratori, a Sydney e New York, ignari dell'origine del materiale.
- Le analisi mostrarono la presenza di tessuto miocardico e di globuli bianchi intatti, che non possono essere presenti nel tessuto cardiaco di un cadavere[47], tant'è che il professor Frederick Zugibe, primario di medicina legale e cardiologo della Columbia University di New York, incaricato degli esami, chiese sbalordito: "Come avete fatto ad estrarre da una persona un pezzo di cuore vivente?"[48]. Sempre il professor Zugibe, osservando il modo in cui i globuli bianchi avevano penetrato il tessuto miocardico, affermò che "il cuore era stato sottoposto a un duro stress, come se il suo proprietario fosse stato picchiato duramente all'altezza del torace".[49][50]

Per quanto riguarda il miracolo eucaristico che si sarebbe verificato a Tixtla il 22 ottobre 2006, mons. Alejo Zavala Castro, vescovo diocesano, affidò al dott. Ricardo Castañón Gómez, psicologo clinico, esperto di psicosomatica, biochimica e neuro-psicofisiologia, il compito di esaminare scientificamente l'ostia che era apparsa macchiata da una sostanza rossiccia. Furono prelevati tre millimetrici frammenti che vennero esaminati da diversi laboratori specializzati in medicina forense, immunoistochimica e genetica, ubicati in Messico, Guatemala, Bolivia e Stati Uniti. Gli esami fornirono i seguenti risultati:
- La sostanza analizzata è risultata essere sangue di tipo umano, appartenente al gruppo sanguigno AB, come nel miracolo eucaristico di Lanciano e nel caso della Sindone.[52]
- Sono presenti fibre cellulari di natura muscolare cardiaca.
- È presente DNA umano, ma non si riesce a ricavarne il profilo genetico.
- Sotto la superficie del sangue coagulato, a contatto con l'ostia, è ancora presente sangue fresco (sono passati quasi quattro anni dal fenomeno iniziale).
- Il sangue è scaturito dall'interno dell'ostia.
- Sono presenti globuli bianchi ancora integri e attivi al momento del prelievo (I globuli bianchi sono labilissimi: fuori dal proprio organismo, o alla morte di questo, muoiono e si dissolvono entro poche decine di minuti. I globuli bianchi esprimono la vitalità dell'organismo a cui appartiene il tessuto in cui vengono ritrovati, inoltre i globuli bianchi non si formano in loco, ma vengono prodotti in altri distretti dell'organismo e successivamente inviati al punto che necessita del loro intervento, come nel caso di traumi, ferite o infiammazioni).[53]

Per quanto riguarda il miracolo eucaristico che sarebbe avvenuto a Sokółka il 12 ottobre 2008, le indagini scientifiche, furono affidati a due esperti dell'università di Białystok, il prof. Stanisław Sulkowski e la prof.ssa Maria Elżbieta Sobaniec-Łotowska, entrambi anatomopatologi.
Gli esami, effettuati separatamente dai due esperti sia con il microscopio ottico sia con quello elettronico, fornirono i seguenti risultati:
- La parte modificata si presenta come tessuto miocardico.
- Sono presenti nelle fibre segni di sofferenza, come segmentazione e frammentazione, tipiche di un organismo vivente in prossimità della morte.
- Le fibre miocardiche e la struttura del pane azzimo sono legati in modo scientificamente inspiegabile.
- Nonostante il lungo tempo trascorso, sono assenti, sia nelle fibre miocardiche sia nel pane, segni di corruzione o di degradazione, pure in assenza di conservanti.[54]

Per quanto riguarda il miracolo eucaristico che si sarebbe verificato a Legnica il 25 dicembre 2013, il 26 gennaio 2014 furono effettuati microprelievi di materiale per poterli analizzare, mentre il 10 febbraio seguente la porzione di particola, diventata rosso scuro, fu tolta dall'acqua e posata su un corporale, al quale aderì disidratandosi e assumendo l'aspetto che ha tuttora, a distanza di anni.
Le analisi furono eseguite inizialmente presso il dipartimento di medicina legale di Breslavia: dagli esami risultò che il materiale esaminato "assomigliava molto al muscolo cardiaco" di un essere umano, con "alterazioni che appaiono di frequente durante un'agonia".
Successivamente furono effettuati esami anche presso il dipartimento di medicina legale della "Pomeranian Medical University" di Stettino, che confermarono come il materiale fosse tessuto muscolare cardiaco di natura umana.